# Google Search Appliance
 (avril 2013).

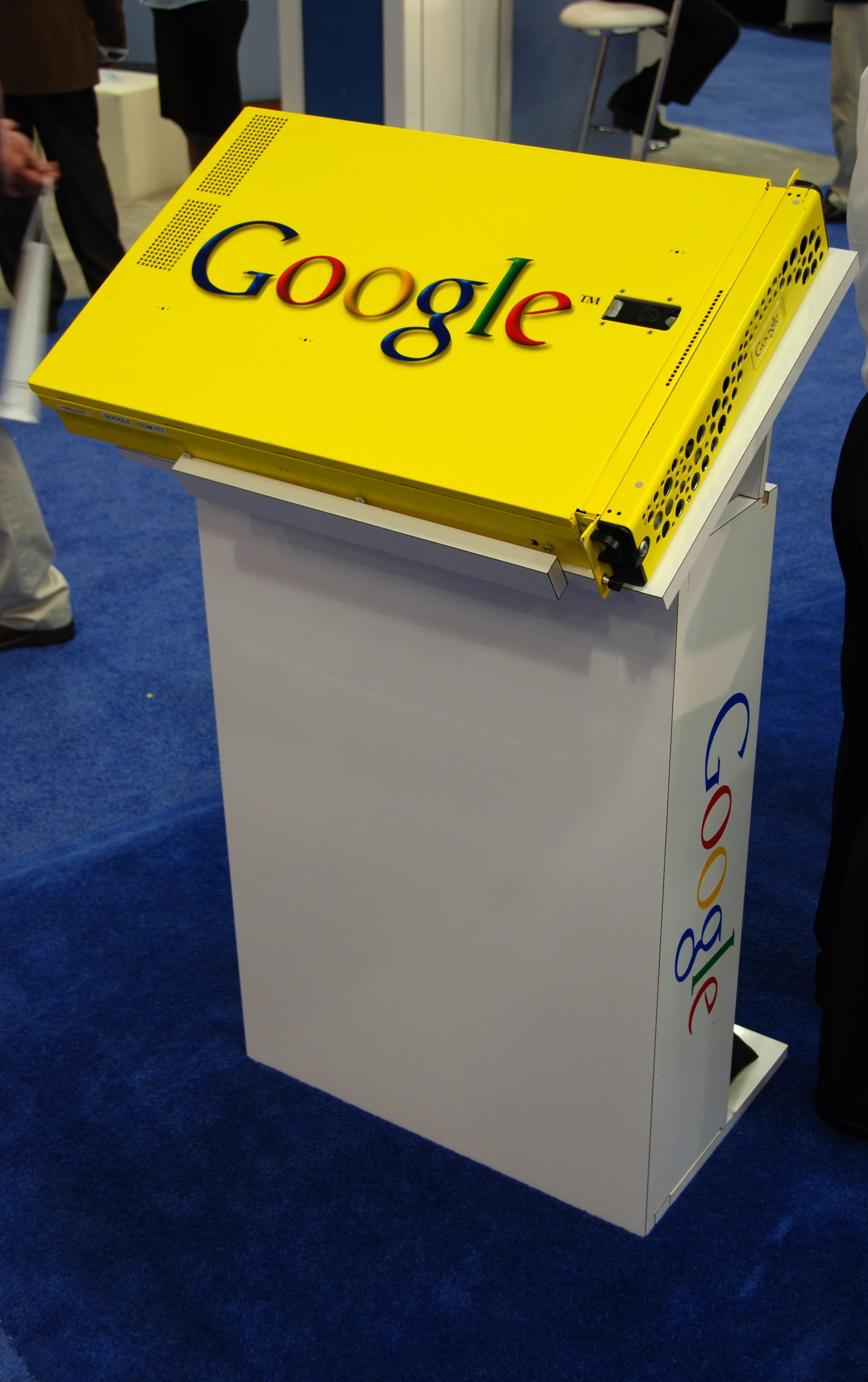
Google Search Appliance à RSA Expo 2008 San Francisco

Le système Google Search Appliance est un dispositif monté en rack offrant des fonctionnalités d'indexation des documents qui peuvent être intégrés dans un intranet, un système de gestion de document ou un site Web en utilisant une interface telle que le moteur de recherche Google pour que l'utilisateur final puisse récupérer les résultats. Le système d'exploitation repose sur CentOS. Le logiciel est produit par Google et le matériel est fabriqué par Dell Computers et est basé sur le PowerEdge R710 de Dell. Les ventes fonctionnent avec un système de licence, commençant avec un contrat de deux ans pour la maintenance, le support et les mises à jour logicielles.

## Caractéristiques
Le système Google Search Appliance contient les technologies de recherche de Google et un moyen de configuration et de personnalisation de l'appareil.
Il y a d'autres caractéristiques :
- Il supporte les fonctionnalités de Google Analytics et de Google Sitemaps
- Ses capacités de recherche comprennent : la recherche de contenu web, d'autres types de fichiers (par exemple, html, pdf, documents bureautiques), de bases de données (Oracle, MySQL, Microsoft SQL Server, IBM DB2, Sybase) et de systèmes de gestion de contenu (EMC Documentum, FileNet, Open Text LiveLink, Microsoft SharePoint)
- L'indexation (crawling) du contenu consultable peut être configuré en spécifiant les URL à explorer. Les modèles de recherche peuvent également être inclus pour limiter l'information recherchée, et la recherche peut être personnalisée en utilisant l'API OneBox
- L'ensemble des résultats sera affiché avec une apparence de « type Google ». Les caractéristiques par défaut peuvent être personnalisées à l'aide du XSLT.
- Des mots-clés retournent des résultats spécifiques lorsque des mots-clés spécifiques sont utilisés.
- Les synonymes donneront des termes alternatifs pour la recherche. Par exemple lorsque l'utilisateur tape "téléphone portable", la recherche ajoutera des suggestions comme "Téléphone mobile" dans l'ensemble des résultats.
- Résultats mis en cache : un lien en « cache » sera présent à côté de chaque résultat. En cliquant dessus, l'utilisateur sera en mesure de visualiser une version HTML de la page / du document, ce qui signifie que le document lui-même n'a pas besoin d'être ouvert.
- Le jeu de résultats contient également le nombre de résultats retournés, la durée de la recherche, le titre du document, l'url du document, la date de modification.
- Les termes de la recherche sont mis en surbrillance pour les résultats et permettent de voir les mots dans leur contexte, sans avoir à ouvrir les documents.
- Le système groupe les résultats similaires pour masquer les doublons.
- Il montre les types des documents
- L'ensemble des résultats peut être trié par date ou par pertinence

### Évolutivité
- Plusieurs appareils peuvent être reliés entre eux à l'échelle de milliards de documents.
- Le matériel peut être distribué dans plusieurs endroits.

### Administration
Une infrastructure minimale et une équipe d'administrateur systèmes sont nécessaires, comme il l'est dit sur le site « ... n'a pas besoin d'une baby-sitter pour le support technique. Il vous suffit de le brancher, de le configurer et de le laisser fonctionner ... ». L'appareil est fourni avec une console d'administration basée sur le Web, qui peut être utilisée pour modifier la configuration en cas de besoin. Une personnalisation supplémentaire est possible grâce à un Representational State Transfer (REST) API qui permet l'automatisation de tâches. Il existe également des modules pouvant être utilisés pour la personnalisation.

## Nouveau logiciel
La version 6.0 du logiciel a été publié en juin 2009. Ce logiciel fonctionne sur certaines versions matérielles du modèle GB-1001 (toutes les unités avec le préfixe « S5 » dans leur « Appliance ID »), et sur tous les modèles GB-7007 et GB-9009. Les nouvelles fonctionnalités disponibles dans ce logiciel sont :
- Mesure et réglage de pertinence accrue aux préjugés de certains nœuds et des collections « résultats ».[pas clair]
- Une administration API pour les programmeurs .net et Java afin d'automatiser les tâches.
- Une liaison anticipée pour augmenter les performances du serveur.
- Une personnalisation de l'authentification et de l'autorisation SAML.
- L'ajout des résultats de l'utilisateur aux résultats de la recherche.
- Une fonctionnalité de « recherche tout en tapant »
- Une traduction de requêtes pour 40 langues différentes.
- La réplication des résultats de recherche.
- Le regroupement de multiples GSA en utilisant une nouvelle technologie appelée (GSA)n permet d'indexer jusqu'à 1 milliard de documents.[réf. nécessaire]

## Modèles
Le système Google Search Appliance peut être acheté en deux versions distinctes, en fonction du nombre de documents indexés. Le modèle GB-7007, un appareil 2U, peut indexer jusqu'à 10 millions de documents. L'appareil GB-9009 5U peut indexer jusqu'à 30 millions de documents.

## Les versions abandonnées

### Appareils plus âgés
Google vendait auparavant un appareil 1U (GB-1001) capable d'indexer jusqu'à 5 000 000 documents, un cluster demi-rack (GB-5005) de cinq nœuds 2U capables d'indexer jusqu'à 10 millions de documents, et un cluster full-rack (GB-8008) de huit, et plus tard douze, nœuds capables d'indexer jusqu'à 30 millions de documents. Certains modèles étaient basés sur les serveurs en rack 2U du Dell PowerEdge 2950.

### Google Mini
Le système Google Mini était une solution plus petite et moins coûteuse pour les petites et moyennes entreprises pour mettre en place un moteur de recherche qui leur permettait d'indexer et de rechercher jusqu'à 300 000 documents. Cependant, dans le cadre du nettoyage de printemps de Google en 2012, Google Mini a été interrompu à partir du 31 juillet 2012.

### Édition virtuelle de Google Search Appliance pour les développeurs
Pendant une brève période en 2008, Google proposa une version virtuelle du système Google Search Appliance destiné aux développeurs. L'édition virtuelle pouvait être téléchargée gratuitement et pouvait indexer jusqu'à 50 000 documents. Elle a rapidement été abandonnée pour des raisons inconnues.

## Abandon définitif
Google a décidé d'abandonner Google Search Appliance pour se recentrer sur les services Cloud de recherche,.

## Disponibilité des produits
Le système Google Search Appliance est disponible aux États-Unis, au Canada, en Europe, au Japon, dans certaines régions d'Asie, du Moyen-Orient, d'Afrique du Nord et d'Amérique du Sud. Si une personne veut utiliser le système Google Search Appliance dans une autre région du monde, elle peut déployer le système Google Search Appliance à un endroit ou dans un centre de données aux États-Unis, au Canada ou en Europe.

## Critiques
Même si Google Search et Google Search Appliance ont prouvé qu'ils avaient de nombreux avantages pour les organisations les mettant en œuvre, certains analystes ont laissé entendre que Google Search Appliance pouvait présenter deux risques : enfreindre les lois de confidentialité et exposer une organisation à des risques pour la sécurité commerciale.